# Деделсторф
Деделсторф (њем. Dedelstorf) општина је у њемачкој савезној држави Доња Саксонија. Једно је од 41 општинског средишта округа Гифхорн. Према процјени из 2010. у општини је живјело 1.539 становника. Посједује регионалну шифру (AGS) 3151007.

## Географски и демографски подаци
Деделсторф се налази у савезној држави Доња Саксонија у округу Гифхорн. Општина се налази на надморској висини од 91 метра. Површина општине износи 76,0 km². У самом мјесту је, према процјени из 2010. године, живјело 1.539 становника. Просјечна густина становништва износи 20 становника/km².

## Међународна сарадња
| Мјесто | Држава    | Врста сарадње | Од    |
| ------ | --------- | ------------- | ----- |
|        | Француска | партнерство   | 1984. |
| Извор  |           |               |       |